# 卫闽镇
卫闽镇，是中华人民共和国福建省南平市邵武市下辖的一个镇。。驻地在卫闽村。2020年常住人口4027人。

## 历史沿革
1949年设卫石乡，1958年改红东公社，1959年更名洪墩公社，1980年改卫闽乡。
1995年，撤销卫闽乡，设卫闽镇。

## 地理
位于邵武东南部，富屯溪中游。

## 行政区划
卫闽镇下辖以下地区：
外石村、卫闽村、王溪口村、陈坊村、谢坊村和高坊村。

## 交通
- 316国道过境。

鹰厦铁路过境。富屯溪也可通航。